# Yuejin (Fahrzeugmarke)

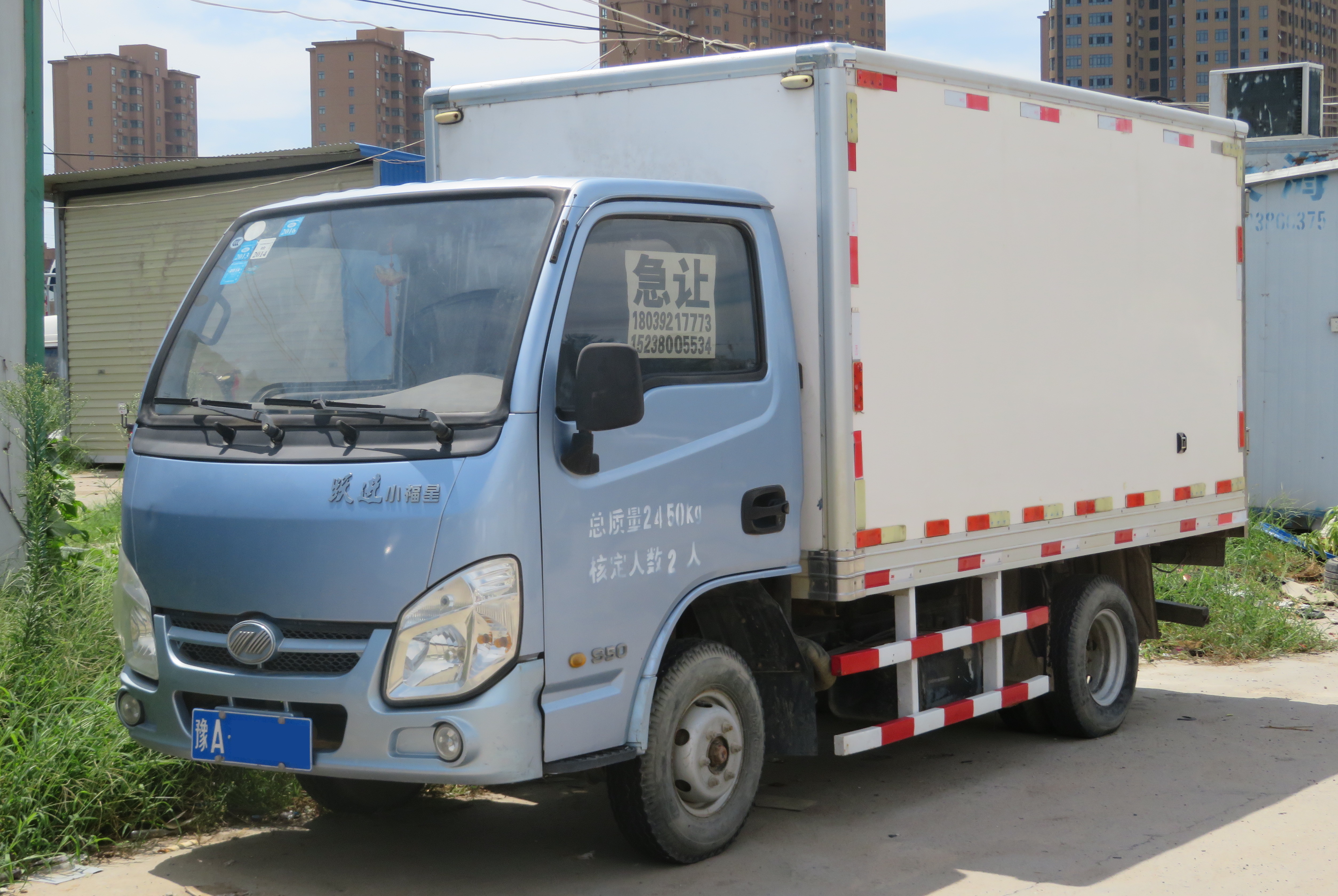
Lkw von Yuejin

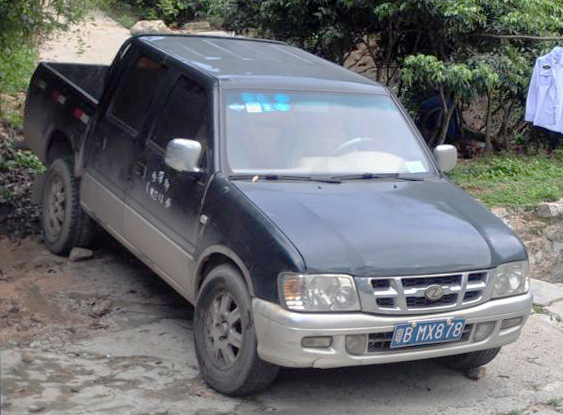
Pick-up von Yuejin

Yuejin ist eine Marke für Kraftfahrzeuge aus der Volksrepublik China.

## Markengeschichte
Nanjing Auto Works wurde 1947 in Nanjing gegründet.
1958 begann die Produktion von Lastkraftwagen. Sie werden unter dem Markennamen Yuejin vertrieben. 1995 erfolgte die Umbenennung in Yuejin Motor (Group) Corporation. Zwischen 2000 und 2005 entstanden auch Personenkraftwagen. Seit 2002 gehört das Unternehmen zur Nanjing Automobile Group.

## Fahrzeuge
Die ersten Lkw ab 1958 waren die NJ 130.
In den 1970er Jahren wurden die Geländewagen NJ 120 und NJ 220 nach einer Lizenz des Beijing BJ212 gefertigt. 1985 folgte der NJ 2041 D, der 1989 in NJ 221 umbenannt wurde, der dem Steyr-Puch Pinzgauer ähnelte. Als Ersatz erschien 2003 der NJ 2046 nach einer Lizenz von Iveco.
2000 erschien mit dem NJ 6470 der erste Pkw. Es war ein Kombi mit sieben Sitzen. Auf gleicher Basis gab es den NJ 1035 als Pick-up mit fünf Sitzen und den NJ 1030 ebenfalls als Pick-up. 2002 lösten NJ 1022 FES und NJ 1022 FER die Pick-ups ab. Im gleichen Jahr wurde der Kombi zum NJ 6470 FET weiterentwickelt. Als Ersatz erschien im Dezember 2003 der NJ 6471 FET Junda. 2004 kam der NJ 6471 FET-II Junda dazu.

## Pkw-Produktionszahlen
| Jahr | Produktionszahl | Quelle      |
| ---- | --------------- | ----------- |
| 2000 | 103             | [ 2 ] [ 4 ] |
| 2001 | 978             | [ 2 ] [ 4 ] |
| 2002 | 1605            | [ 2 ] [ 4 ] |
| 2003 | 1048            | [ 2 ] [ 4 ] |
| 2004 | 711             | [ 4 ]       |

Anmerkung: Für das Jahr 2003 sind zusätzlich 100 Pick-ups überliefert.